# 荒川 (宮城県)
荒川（あらかわ）は、宮城県柴田郡の主に村田町を流れる阿武隈川水系白石川支流の一級河川である。松尾川という別名がある。

## 流路
宮城県柴田郡村田町の川崎町との境界付近の山中に源を発し、村田ダムに貯水され流量を調整された後南東へ流れる。足立地区の田園地帯を抜け、村田町内の中心部からはやや東に外れた場所を流れ、小泉地区から大きなS字を描き沼辺地区へ抜ける。東北新幹線の高架を過ぎた付近で支流の新川を合わせ、国道4号大河原バイパスや大河原町道に架かる橋の先で白石川に合流する。

## 流域の自治体
宮城県
柴田郡村田町、大河原町

## 谷山水源の森
蔵王連峰東部の標高150ｍから430ｍの丘陵を覆う荒川の水源地域で、森は「谷山水源の森」として水源の森百選に指定されている。
| 山岳             | 面積(ha) | 標高(m)  | 人工林(%) | 天然林(%) | 主な樹種                         | 制限林                               | 種類                 | 流量(m3/日) |
| ---------------- | -------- | -------- | --------- | --------- | -------------------------------- | ------------------------------------ | -------------------- | ----------- |
| 蔵王連峰東麓丘陵 | 828      | 150～430 | 66        | 34        | スギ・アカマツ・コナラ・イヌブナ | 水源かん養保安林、県自然環境保全地域 | ダム貯水（村田ダム） | 95,040      |

樹齢100年から150年のアカマツや植林されたスギの針葉樹林帯、イヌブナ等の広葉樹林帯の植生が混在している。「谷山県自然環境保全地域」に指定されており、多様な動植物が生息しているとともに、めずらしい天然の石橋（しゃっきょう）も見られる。 
- 所在地：宮城県柴田郡村田町足立字カケス塒（データは指定年1995年（平成7年）7月）

## 支流
- 新川

## 流域の道路
- 村田ダム[4] - 上流部にある、かんがい用水を目的としたダム。阿武隈川水系松川上流の温泉湧出による河川の酸性水の代替水源